# پورت الیوت، استرالیای جنوبی
پورت الیوت (به انگلیسی: Port Elliot) یک شهرک در استرالیا است که در استرالیای جنوبی واقع شده‌است.